# Mic Drop
Mic Drop è un brano musicale del gruppo sudcoreano BTS, pubblicato il 18 settembre 2017 come settima traccia del quinto EP Love Yourself: Her.
Un remix in collaborazione con Desiigner prodotto da Steve Aoki è stato pubblicato come singolo il 24 novembre 2017; una sua versione estesa da 5:07 minuti è stata inclusa nella quarta raccolta dei BTS Love Yourself: Answer. Una versione con il testo in giapponese è uscita come singolo il 6 dicembre 2017.

## Descrizione
La canzone è ispirata dal gesto di lasciar cadere il microfono compiuto dal Presidente degli Stati Uniti d'America Barack Obama durante la sua ultima cena con i corrispondenti della Casa Bianca nel 2016. È una traccia di genere hip hop, sostenuta da un basso pesante e dal campionamento di alcuni spari, che Tamar Herman di Billboard ha descritto come "energetica ed eccitante", e nel cui testo i BTS festeggiano la loro popolarità globale, parlando del duro lavoro e dei risultati ottenuti, con il ritornello che recita: "Un altro trofeo, le mie mani li trasportano / Talmente tanti che non riesco neanche a contarli (adesso alza il volume) / Mic drop, mic drop."
La versione prodotta da Steve Aoki incorpora una linea di percussioni oscura, e cadenze alla Lil Wayne. Contrariamente al consueto stile di musica house build-and-drop del DJ, utilizza una produzione "disordinata" uptempo che ripete il ritmo iniziale unendolo a una linea di sintetizzatore trap pulsante, oltre a beat di batteria e cantilene da parte dei BTS. La strumentazione principale è composta da tastiere, sintetizzatore e chitarra. Al testo vengono aggiunti dei versi in lingua inglese, oltre ad una strofa in apertura eseguita, con la sua caratteristica parlata veloce, dal rapper Desiigner, coinvolto nella collaborazione dopo aver incontrato i BTS ai Billboard Music Award 2017.
La canzone originale è in fa diesis maggiore, mentre il remix in si bemolle minore. Entrambi hanno un tempo di 170 battiti per minuto.

## Video musicale
La versione originale di Mic Drop non ha avuto video musicali, al contrario del remix. Inizialmente previsto per il 17 novembre, il video è stato posticipato al 24 a causa dell'accavallamento con le attività del gruppo negli Stati Uniti. Desiigner non appare, e la sua parte è sostituita dall'introduzione originale in coreano di J-Hope e Suga.
La clip si apre con Steve Aoki che svolge l'attività di deejay mentre il gruppo balla la coreografia in diversi ambienti, tra cui una sala interrogatori con delle telecamere puntate addosso, uno scenario buio con la figura di Aoki che incombe sopra di loro, un corridoio sporco e l'interno di una prigione. Il linguaggio figurato comprende auto che bruciano e riferimenti al mondo militare, e il video si conclude con Suga che fa cadere a terra il proprio microfono. Il regista Woogie Sung-wook Kim ha commentato la concezione della clip durante un'intervista, raccontando che "ascoltando la canzone, la prima cosa che mi venne in mente fu che volevo chiudere i BTS in una sala interrogatori. Poi volevo mostrare agli spettatori come riuscissero a scappare e a liberarsi con la musica". I critici hanno associato le immagini al tema della ribellione. Stereogum ha inserito il video musicale tra i cinque migliori della settimana e Jennifer Drysdale di Entertainment Tonight l'ha definito "epico", complimentando la performance della band scrivendo che i membri "dominano lo schermo con sequenze di ballo elettrizzanti". Scrivendo per Vice, Phil Witmer ha giudicato gli elementi visivi "oggettivamente incredibili".
Su YouTube, Mic Drop ha ottenuto 10 milioni di visualizzazioni in quattordici ore, ed è stato il nono video K-pop più visto del 2017. Il 26 luglio 2021 è diventato il loro quarto video con più di 1 miliardo di visualizzazioni. Dal caricamento al 23 maggio 2025 è stato visto oltre 1,5 miliardi di volte.
Oltre a Kim nel ruolo di regista, lo staff comprende Cathy Kim come produttrice, Andy Iere Kim come supervisore alla produzione, Kwak Doo-ri come supervisore alla regia e Nam Hyun-woo come direttore della fotografia; Song Hyun-suk si è occupato delle luci, Kim Sang-seon è il direttore artistico e Yoh Dong-hoo il direttore del VFH.

## Esibizioni dal vivo e altri usi
I BTS hanno promosso la versione originale della canzone a diversi programmi musicali sudcoreani, tra cui Music Bank, Inkigayo, M Countdown e Show Champion, oltre che al festival televisivo SBS Gayo Daejeon il 25 dicembre 2017 e alla serata per festeggiare il Capodanno 2018 tenuta dalla rete MBC. Al termine di quest'ultima esibizione, la caduta del microfono è stata sostituita dall'apertura di un rotolo con la scritta "buon anno nuovo" in coreano. L'11 agosto 2019, la band si è esibita con Mic Drop al Lotte Duty Free Family Concert presso l'Olympic Gymnastics Arena di Seul.

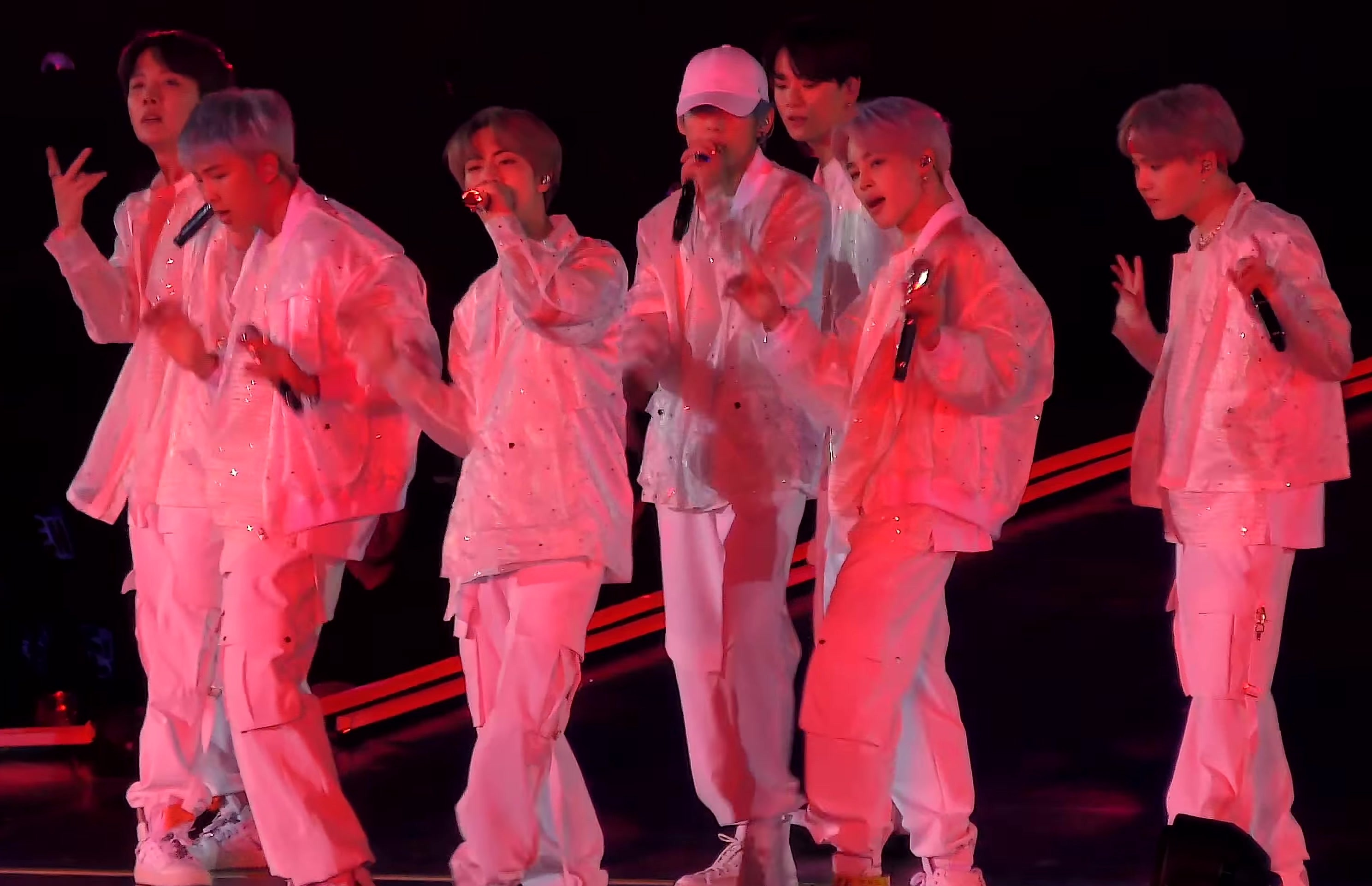
I BTS mentre eseguono Mic Drop durante il tour Love Yourself a Hong Kong, 24 marzo 2019.

Il remix è stato eseguito ai talk show statunitensi The Ellen DeGeneres Show e Jimmy Kimmel Live!, rispettivamente il 27 e il 30 novembre 2017, e agli Mnet Asian Music Award il 1º dicembre successivo. Inoltre, i BTS hanno messo in scena la canzone alla Dick Clark's New Year's Rockin' Eve. Il 13 aprile 2019 si sono esibiti con Boy with Luv e il remix a Saturday Night Live; la loro apparizione è stata la più attesa nella storia del programma ed è stata acclamata dai media. Stephen Thompson di NPR ha scritto: "Molte band possono sembrare stranamente ridotte dal palcoscenico di SNL in TV, ma sabato sera i BTS hanno riempito ogni centimetro dell'inquadratura con movimenti appariscenti – coreografie serrate, colori brillanti, energia audace". Tyler Watamanuk di GQ ha lodato "le voci canticchianti, la coreografia precisa e la spavalderia carismatica", oltre agli outfit, appartenenti alla prima linea di abbigliamento da uomo realizzata da Virgil Abloh per Louis Vuitton, mentre Crystal Bell di MTV ha definito la performance "un'incoronazione ardente" e "un break di danza epico ed elettrizzante", aggiungendo: "Certo, possono essere scherzosi, ma sono anche feroci e hanno spavalderia – e sanno ballare". Scrivendo per Elle, Alyssa Bailey ha citato l'esibizione come un "vero spettacolo". Il 7 dicembre 2019, i BTS hanno eseguito il pezzo al Jingle Ball di iHeartRadio al The Forum di Los Angeles.
Mic Drop è stata inclusa nella scaletta del Love Yourself World Tour (2018-2019). Durante le performance per Speak Yourself, l'estensione del tour negli stadi, i BTS hanno indossato outfit "retro-futuristici" disegnati dallo stilista Kim Jones per la collezione pre-autunnale 2019 di Dior.
La serie televisiva Silicon Valley ha utilizzato il remix di Mic Drop per il trailer della sua quinta stagione. Il pattinatore uzbeko Misha Ge si è esibito sulle note della canzone durante il galà di pattinaggio delle Olimpiadi invernali 2018.

## Accoglienza
Mic Drop ha ricevuto recensioni generalmente positive dalla critica. Scrivendo per The Star, Chester Shin ha definito la versione originale "un brillante sfoggio di maestria" e "una traccia esplosiva e minacciosa con dei bassi sporchi, oltretutto". Taylor Glasby su Clash l'ha descritta come una canzone "cocente, che adesca gli hater" e un'"eccezione sonica" di Love Yourself: Her. Recensendo per The Korea Herald, Hong Dam-young ne ha parlato come di "un'opera d'arte, che offre agli ascoltatori un lampo delle impronte che i BTS hanno lasciato sulla scena K-pop negli ultimi mesi". Sulla stessa testata, la critica Ahn Sung-mi ha complimentato la produzione e il contenuto, scrivendo che "con un beat micidiale e testi intelligenti ma schietti, è una canzone che descrive come i BTS siano arrivati in cima". Kim Do-heon di IZM ha paragonato l'aggressivo riff di chitarra a quelli del gruppo musicale degli anni Novanta Seo Taiji and Boys, mentre Mike Nied di Idolator ha descritto Mic Drop come "una delle canzoni che colpiscono più duro in un album di hit pop iridescenti". Su Vulture, Youngdae Kim e T.K. Park hanno definito il beat "peculiare", in grado di rendere ogni parte della canzone "immediatamente riconoscibile". Nella sua recensione di Love Yourself: Her per The New York Times, Jon Caramanica ha condiviso un'opinione simile sul sound del pezzo. Su Billboard, Caitlin Kelley l'ha citata tra le migliori canzoni del gruppo, mentre Emlyn Travis di PopCrush l'ha considerata "una traccia hip hop per antonomasia" e un'evoluzione del loro sound "mentre conservano intatte le loro vecchie radici". In una recensione contrastante, Monique Melendez di Spin l'ha giudicata "ispiratrice nella sicurezza del testo" ma "non spinge alcun limite musicale". Il 18 marzo 2022, Rolling Stone l'ha inserita in posizione 21 nella lista delle 100 canzoni migliori del gruppo.
Jeff Benjamin di Fuse ha lodato la produzione e la coesione tra gli stili musicali del remix, oltre al contributo di Desiigner, che "sta bene insieme alla boria dei BTS, il tutto sostenuto dal beat di Aoki accessibile per il mainstream".

## Singolo giapponese
La versione giapponese di Mic Drop è stata pubblicata il 6 dicembre 2017 come lato A del maxi-singolo Mic Drop/DNA/Crystal Snow, contenente DNA in lingua nipponica e l'inedito Crystal Snow. È stato commercializzato in quattro versioni: regolare (solo CD), Tipo A (CD+DVD con il video musicale giapponese e la sua versione con soltanto le scene di ballo), Tipo B (contenente un DVD con il dietro le quinte della canzone e del servizio fotografico per il libretto) e Tipo C (CD+album fotografico da 36 pagine).
Il video musicale, caricato su YouTube un giorno prima dell'uscita, usa le immagini del remix ma il ritmo della canzone originale; la figura incombente di Aoki viene sostituita da una sagoma dai luminosi occhi rossi.
Ha venduto 260 000 copie durante la prima giornata, posizionandosi in vetta alla Oricon Daily Chart e diventando il singolo di un artista K-pop più venduto di sempre in una settimana. I BTS sono stati i primi e unici artisti stranieri del 2017 a vendere più di 500 000 copie con un singolo, e hanno ricevuto la certificazione Doppio Platino. MIC Drop/DNA/Crystal Snow è diventato il terzo singolo di un gruppo K-pop più venduto di sempre in Giappone fino a quel momento.

### Tracce
1. MIC Drop (versione giapponese) – 3:58 (Pdogg, Supreme Boi, "Hitman" Bang, J-Hope, Rap Monster)
2. DNA (versione giapponese) – 3:44 (Pdogg, "Hitman" Bang, Kass, Supreme Boi, Suga, Rap Monster)
3. Crystal Snow – 5:22 (Kanata Okajima, Soma Genda, Rap Monster)

## Formazione

### Versione in coreano
Crediti tratti dalle note di copertina di Love Yourself: Answer.
- Jin – voce
- Suga – rap, scrittura
- J-Hope – rap, gang vocal
- Rap Monster – rap, scrittura, gang vocal
- Park Ji-min – voce
- V – voce
- Jeon Jung-kook – voce, ritornello

Versione originale
- "Hitman" Bang – scrittura
- Jaycen Joshua – missaggio
- Kass – scrittura, gang vocal
- Ben Milchev – assistenza al missaggio
- David Nakaj – assistenza al missaggio
- Pdogg – produzione, scrittura, sintetizzatore, tastiera, gang vocal, arrangiamento voci e rap, registrazione
- Supreme Boi – scrittura, ritornello, gang vocal, registrazione, arrangiamento voci

Remix (Full Length Edition)
- Steve Aoki – produzione, tastiera, sintetizzatore
- Docskim – gang vocal
- Hiss Noise – gang vocal
- Jaycen Joshua – missaggio
- Ben Milchev – assistenza al missaggio
- David Nakaj – assistenza al missaggio
- Pdogg – sintetizzatore, gang vocal, arrangiamento rap, registrazione, produzione aggiuntiva
- Supreme Boi – ritornello, gang vocal, registrazione, arrangiamento voci

### Singolo giapponese
Crediti tratti dalle note di copertina del singolo.
Gruppo
- Jin – voce
- Suga – rap, testo e musica (traccia 2)
- J-Hope – rap, testo e musica (traccia 1), gang vocal (tracce 1-2)
- RM – rap, testo e musica (tutte le tracce), gang vocal (tracce 1-2)
- Park Ji-min – voce
- V – voce
- Jeon Jung-kook – voce, ritornelli (tutte le tracce)

Produzione
- "Hitman" Bang – testo e musica (traccia 1)
- Soma Genda – produzione (traccia 3), testo e musica (traccia 3), tastiera (traccia 3), chitarra (traccia 3), ritornello (traccia 3)
- Jeong Woo-young – registrazione (traccia 3)
- Jaycen Joshua – missaggio (traccia 1)
- Jung Jae-pil – chitarra (traccia 2)
- Kass – gang vocal (tracce 1-2), testo e musica (traccia 2), ritornello (traccia 2)
- KM-Markit – arrangiamento rap (tutte le tracce), testo in giapponese (tracce 1-2), rap in giapponese (traccia 3)
- Lee Joo-young – basso (traccia 2)
- Lee Shin-sung – ritornello (traccia 2)
- Randy Merrill – mastering (tutte le tracce)
- Ben Milchev – assistenza al missaggio (traccia 1)
- David Nakaj – assistenza al missaggio (traccia 1)
- Kanata Okajima – testo e musica (traccia 3)
- Park Ki-won – registrazione (tutte le tracce)
- Pdogg – produzione (tracce 1-2), testo e musica (tracce 1-2), tastiera (tracce 1-2), sintetizzatore (tracce 1-2), gang vocal (tracce 1-2), arrangiamento voci (tutte le tracce), arrangiamento rap (tracce 1-2), registrazione (tutte le tracce)
- James F. Reynolds – missaggio (traccia 2)
- Shikata – arrangiamento voci (traccia 3)
- Slow Rabbit – registrazione (tracce 1, 3), arrangiamento voci (traccia 3)
- Supreme Boi – testo e musica (tracce 1-2), ritornello (tracce 1-2), gang vocal (tracce 1-2), arrangiamento voci (traccia 1), registrazione (tracce 1-2)
- Naoki Yamada – missaggio (traccia 3)

## Successo commerciale
Il remix di Mic Drop è stato la prima canzone di un gruppo coreano a raggiungere il primo posto nella classifica iTunes statunitense. Subito dopo l'uscita, si è piazzato quarto in termini di vendite negli Stati Uniti e ha debuttato alla posizione 28 della Billboard Hot 100, diventando il primo ingresso del gruppo in top 40. Il 3 febbraio 2018 è stato certificato Oro negli Stati Uniti, rendendo i BTS il primo gruppo coreano a ricevere tale riconoscimento dalla Recording Industry Association of America. Il 9 novembre 2018 ha ricevuto il disco di Platino.

## Classifiche

### Remix
| Classifica (2017–18) | Posizione massima |
| -------------------- | ----------------- |
| Australia            | 50                |
| Austria              | 46                |
| Canada               | 37                |
| Corea del Sud        | 39                |
| Francia              | 33                |
| Germania             | 71                |
| Irlanda              | 98                |
| Malaysia             | 5                 |
| Paesi Bassi          | 20                |
| Regno Unito          | 46                |
| Stati Uniti          | 28                |
| Svizzera             | 76                |
| Ungheria (download)  | 7                 |

### Versione originale
| Classifica (2017) | Posizione massima |
| ----------------- | ----------------- |
| Corea del Sud     | 17                |
| Filippine         | 13                |

### Versione giapponese
| Classifica (2017) | Posizione massima |
| ----------------- | ----------------- |
| Giappone          | 1                 |